# Claudia Seidl
Claudia Seidl (1996) è un'ex sciatrice alpina slovena.

## Biografia
Attiva in gare FIS dal novembre del 2011, la Seidl ha esordito in Coppa Europa il 6 gennaio 2014 a Zinal in slalom gigante, senza completare la prova. Non ha debuttato in Coppa del Mondo né preso parte a rassegne olimpiche o iridate; si è ritirata al termine della stagione 2014-2015 e la sua ultima gara è stata uno slalom gigante FIS disputato il 10 aprile a Krvavec, chiuso dalla Seidl al 23º posto.

## Palmarès

### Campionati sloveni
- 1 medaglia:
  - 1 bronzo (slalom speciale nel 2015)